# Pleiogynium timorense
Pleiogynium timorense är en sumakväxtart som först beskrevs av Dc., och fick sitt nu gällande namn av Leenh.. Pleiogynium timorense ingår i släktet Pleiogynium och familjen sumakväxter. Inga underarter finns listade i Catalogue of Life.